# Tóri Beinisson
Tóri Beinisson (en nòrdic antic, Þórir) (959 - 1005) va ser un viking de l'illa de Skúvoy, a les illes Fèroe. Apareix com a personatge històric a la Saga dels feroesos.
Tóri era fill d'un ric terratinent anomenat Beinir Sigmundsson, i de la seva dona Torah. El 970 quan tenia 11 anys, juntament amb el seu cosí més jove, Sigmundur Brestisson, va ser testimoni de l'assassinat del seu pare i del seu oncle Brestir Sigmundsson. Després d'aquests fets tràgics el poderós cabdill Tróndur í Gølu es va fer càrrec dels nois per evitar que el seu oncle Svínoyar-Bjarni també acabés amb les seves vides. Paradoxalment Tróndur í Gølu havia estat un dels culpables (encara que indirecte) de la mort dels seus pares, ja que havia aprovat l'emboscada i hi havia enviat en nom seu a Svínoyar-Bjarni per a participar-hi,.
Segons la Saga dels feroesos Tóri va morir ofegat a l'estret de Suðuroyarfjørður el 1005 quan intentava salvar el seu cosí Sigmundur de morir ofegat.